# Clause du traitement national
La clause du traitement national est une notion de droit international que l'on retrouve à l'article 3 de l'accord du GATT. L’objectif est d’assurer une égalité de traitement entre les produits étrangers importés et les produits nationaux. C'est une forme de lutte contre le protectionnisme.
Les produits étrangers et nationaux doivent être traités de manière égale, au moins une fois que le produit étranger a été admis sur le marché. L’origine des produits ne doit pas être un facteur discriminatoire.
Toutefois, cette égalité de traitement ne s’applique que pour des produits similaires ou substituables.
La notion du traitement national est également présente à l'article 17 du GATS, accord relatif au commerce des services et annexé aux accords de Marrakech qui ont instauré l'OMC
Enfin, la notion se retrouve à l'article 3 de l'accord sur les ADPIC relatif aux droits de propriété intellectuelle.

## Notion de produits similaires
Afin d'identifier des produits similaires, on utilise plusieurs critères :
- critère de l’utilisation finale ;
- critère des propriétés du produit ;
- critère des goûts et habitudes des consommateurs.

Par exemple, sont similaires le pétrole brut, la gazoline, les huiles raffinées, les autres hydrocarbures liquides.
Il faut de plus faire la distinction entre les produits similaires et les produits substituables.
Les produits similaires sont un sous-ensemble des produits concurrents et substituables.

## Méthodes de contournement
Des États utilisent des méthodes indirectes de protectionnisme qui maintiennent une certaine discrimination entre les produits étrangers et les produits nationaux bien qu'officiellement ces règlementations reposent sur des considérations sociales, environnementales, sanitaires, etc.
L’une des techniques concerne le marquage des produits. On indique très clairement sur l'emballage que le produit est importé.